# Weicheng, Xianyang
Weicheng är ett stadsdistrikt i Xianyang i Shaanxi-provinsen i norra Kina.